# CM Дракона
CM Дракона (англ. CM Draconis) — затемнювано-кратна зоряна система у сузір’ї Дракона на відстані приблизно 47 світлових років від Сонячної системи. 

## Характеристики
Система CM Дракона складається з двох майже ідентичних червоних карликів GJ 630.1A та GJ 630.1C, які обертаються на відстані 2,7 млн. км (0,018 а. о.) один від одного з періодом 1,27 доби, та білого карлика GJ 630.1B на відстані щонайменше 370 а. о. від них Вони настільки тьмяні, що їх не видно неозброєним оком. Відносно суттєвий власний рух було відкрито в 1960-ті Віллемом Якобом Лейтеном, який визначив власні рухи для більш ніж 520 тисяч зірок. Білий карлик GJ 630.1B, який знаходиться на відстані 25,7 кутової секунди, має такий самий власний рух, як і два інших компоненти системи, а отже фізично входить до неї. Відповідно до запису про систему в Загальному каталозі змінних зір, принаймні один з її компонентів є спалахуючою змінною і щонайменше один — змінною типу BY Дракона.
Червоні карлики CM Дракона поряд з двома аналогічними компонентами системи KOI 126 є одними з найлегших зір з точно виміряними масами і радіусами, завдяки чому відіграють важливу роль при тестуванні моделей будови маломасивних зірок,, які, як правило, недооцінюють радіуси зір приблизно на 5%, імовірно, не враховуючи сильну магнітну активність.
У 1967 році було висунуто припущення про четвертий можливий компонент системи — червоний карлик CM Дракона Ab.

## Припущення щодо екзопланет
З 1994–1999 років CM Дракона уважно вивчалася на предмет транзиту екзопланет на тлі подвійного компонента системи. Зрештою, існування всіх кандидатів, виявлених за допомогою методу транзитної фотометрії, було спростоване.
На основі відмінностей у часі затемнень подвійної зорі, було висунуто припущення, що на зовнішній відносно неї орбіті може існувати ще один об'єкт. У 2000 році стверджувалося, що ним може бути юпітероподібна планета з періодом обертання тривалістю 750–1050 діб. Більш пізній аналіз часу затемнень не підтвердив це припущення, але натомість запропонував аналогічну планету на 18,5-річній орбіті або й ще більш масивний і віддалений об'єкт. Цей аналіз був у свою чергу спростований дослідженням 2009 року, у якому було показано, що частота затемнень має добре виражену лінійну природу, хоча орбіти червоних карликів все ж мають невеликий ексцентриситет, що може бути наслідком збурення від невідомого тіла, яке не дозволяє вирівняти ці орбіти припливним силам. Даним спостережень може відповідати масивна планета або коричневий карлик з часом обертання в діапазоні 50–200 діб: такий об'єкт би був динамічно стійким, пояснив збурення часу затемнень та міг створювати спостережуваний ексцентриситет орбіт подвійної зорі.

## Найближче зоряне оточення
На відстані в межах 20 світлових років від CM Дракона знаходяться такі зоряні системи:
| Зоря        | Спектральний клас      | Відстань, світлових років |
| 19 Дракона  | F6 V / ?               | 7,2                       |
| 26 Дракона  | G0-1 V / K3 V / M1 V   | 7,6                       |
| LP 69-457   | M V                    | 9,5                       |
| HIP 79126   | M0 V                   | 9,5                       |
| 44 Волопаса | F5-G1 Vn / G2 V / G? V | 14                        |
| χ Геркулеса | F8-9 V                 | 14                        |
| HD 154345   | G8 V                   | 15                        |
| BD+39 2947  | G8 V / ?               | 15                        |
| θ Волопаса  | F7 V / M3 V / D? /VII  | 16                        |